# Duets (Elton John)
Duets è il trentacinquesimo album (il ventiquattresimo in studio) dell'artista britannico Elton John, distribuito il 22 novembre 1993.

## Descrizione
In realtà, si caratterizza come un album non programmato, pubblicato a sorpresa (e quasi in contemporanea con l'omonimo Duets di Frank Sinatra); originariamente doveva essere una raccolta natalizia comprendente diversi duetti, anche nuovi. In seguito, dato che le nuove registrazioni iniziavano a diventare numerose, si pensò di pubblicare un doppio LP (l'ultimo distribuito da Elton prima di The Union) quasi esclusivamente composto di duetti (solo Duets for One è cantata esclusivamente da John). È notevole l'incredibile numero di musicisti messi in evidenza in questo album.
Duets non colpì la critica in maniera esagerata; non è inoltre apprezzatissimo dai fans, nonostante all'inizio abbia venduto molto bene, debuttando alla numero 7 nel Regno Unito (dove arrivò fino alla numero 5). In Italia raggiunse il terzo posto, mentre negli Stati Uniti conseguì una numero 25. Furono pubblicati come singoli True Love (con Kiki Dee, numero 2 UK), Don't Go Breaking My Heart (con RuPaul, numero 7 UK) e Ain't Nothing like the Real Thing (con Marcella Detroit, numero 24 UK). Duets for One è stata comunque distribuita in Spagna. Il disco contiene anche la versione live del 1991 di Don't Let the Sun Go Down on Me, cantata da Elton John e George Michael (numero 1 UK e USA).
Di Duets è stato prodotto anche un raro box promo, contenente 16 CD (ognuno contenente un brano dell'album).

## Tracce
1. Teardrops (con k.d. lang) – 4:55
  - Prodotta da Greg Penny
2. When I Think About Love (I Think About You) (con P.M. Dawn) – 4:34
  - Prodotta da P.M. Dawn
3. The Power (con Little Richard) – 6:25
  - Prodotta da Greg Penny ed Elton John
4. Shakey Ground (con Don Henley) – 3:51
  - Prodotta da Don Henley
5. True Love (con Kiki Dee) – 3:34
  - Prodotta da Narada Michael Walden (Perfection Light Productions)
6. If You Were Me (con Chris Rea) – 4:26
  - Prodotta da Chris Rea
7. A Woman's Needs (con Tammy Wynette) – 5:18
  - Prodotta da Barry Beckett
8. Old Friend (con Nik Kershaw) – 4:16
  - Prodotta da Nik Kershaw
9. Go On And On (con Gladys Knight) – 5:50
  - Prodotta da Stevie Wonder
10. Don't Go Breaking My Heart (con RuPaul) – 5:00
  - Prodotta da Giorgio Moroder
11. Ain't Nothing like the Real Thing (con Marcella Detroit) – 3:36
  - Prodotta da Chris Thomas
12. I'm Your Puppet (con Paul Young) – 3:36
  - Prodotta da Steve Lindsey
13. Love Letters (con Bonnie Raitt) – 4:01
  - Prodotta da Don Was
14. Born To Lose (con Leonard Cohen) – 4:33
  - Prodotta da Steve Lindsey
15. Don't Let the Sun Go Down on Me (live, con George Michael) – 5:47
  - Prodotta da George Michael
16. Duets for One – 4:52
  - Prodotta da Elton John, Stuart Epps e Greg Penny

## B-sides
| Brano                                                                     | Formato                                         |
| ------------------------------------------------------------------------- | ----------------------------------------------- |
| "The Show Must Go On (Live)"                                              | True Love 7"/CD (UK)                            |
| "Runaway Train (con Eric Clapton)"                                        | True Love 7" (USA)                              |
| "Runaway Train (con Eric Clapton)"                                        | True Love CD (UK)                               |
| "Wrap Her Up"                                                             | True Love CD (UK)                               |
| "That's What Friends Are For (con Dionne Warwick and Friends)"            | True Love CD (UK)                               |
| "Act of War (con Millie Jackson)"                                         | True Love CD (UK)                               |
| "Don't Go Breaking My Heart (Remix)"                                      | Don't Go Breaking My Heart 12"/CD (US)          |
| "Don't Go Breaking My Heart (Don't Go Dubbing My Heart)"                  | Don't Go Breaking My Heart 12" (US)             |
| "Don't Go Breaking My Heart (MK Mix)"                                     | Don't Go Breaking My Heart 12"/CD (US)          |
| "Don't Go Breaking My Heart (Serious Rope 12" Mix)"                       | Don't Go Breaking My Heart 12"/CD (US/UK)       |
| "Don't Go Breaking My Heart (Roger's Dub)"                                | Don't Go Breaking My Heart 12"/CD (US)          |
| "Don't Go Breaking My Heart (Serious Rope Instrumental)"                  | Don't Go Breaking My Heart 12" (US/UK), CD (UK) |
| "Don't Go Breaking My Heart (Serious Rope Dirty Dub)"                     | Don't Go Breaking My Heart 12" (US/UK), CD (UK) |
| "Don't Go Breaking My Heart (Roger's Runaway U Betta Work Bitch Mix)"     | Don't Go Breaking My Heart 12" (US)             |
| "Don't Go Breaking My Heart (Single Edit)"                                | Don't Go Breaking My Heart CD (US)              |
| "Don't Go Breaking My Heart (Edited 12" Remix)"                           | Don't Go Breaking My Heart CD (US)              |
| "Don't Go Breaking My Heart (Moroder 12" Mix)"                            | Don't Go Breaking My Heart 12"/CD (UK)          |
| "Don't Go Breaking My Heart (Sanchez Club Mix Edit)"                      | Don't Go Breaking My Heart 12" (UK)             |
| "Don't Go Breaking My Heart (Sanchez Radio Mix Edit)"                     | Don't Go Breaking My Heart 12" (UK)             |
| "Don't Go Breaking My Heart (Sanchez Club Instrumental)"                  | Don't Go Breaking My Heart 12" (UK)             |
| "Don't Go Breaking My Heart (Sanchez's Man's Rubba Dub Mix)"              | Don't Go Breaking My Heart 12" (UK)             |
| "Don't Go Breaking My Heart (Sanchez Dub)"                                | Don't Go Breaking My Heart 12" (UK)             |
| "Don't Go Breaking My Heart (Sanchez The Runaway U Betta Work Bitch Mix)" | Don't Go Breaking My Heart 12" (UK)             |
| "Don't Go Breaking My Heart (Sanchez's Man's Rubba Dub Mix)"              | Don't Go Breaking My Heart 12" (UK)             |
| "Don't Go Breaking My Heart (Moroder 7" Mix)"                             | Don't Go Breaking My Heart CD (UK)              |
| "Don't Go Breaking My Heart (Moroder 12" Mix)"                            | Don't Go Breaking My Heart CD (UK)              |
| "Don't Go Breaking My Heart (Serious Rope 7" Mix)"                        | Don't Go Breaking My Heart CD (UK)              |
| "Don't Go Breaking My Heart (Serious Rope 12" Mix)"                       | Don't Go Breaking My Heart CD (UK)              |
| "Don't Go Breaking My Heart (Serious Rope Instrumental)"                  | Don't Go Breaking My Heart CD (UK)              |
| "Don't Go Breaking My Heart (Serious Rope Dirty Dub)"                     | Don't Go Breaking My Heart CD (UK)              |
| "Donner Pour Donner (con France Gall)"                                    | Don't Go Breaking My Heart 7"/CD (UK)           |
| "A Woman's Needs (con Tammy Wynette)"                                     | Don't Go Breaking My Heart CD (UK)              |
| "Ain't Nothing like the Real Thing (Kenny Dope Extended Mix)"             | Ain't Nothing like the Real Thing CD (UK)       |
| "Ain't Nothing like the Real Thing (Troopa Mood Mix)"                     | Ain't Nothing like the Real Thing CD (UK)       |
| "Break The Chain (Marcella Detroit)"                                      | Ain't Nothing like the Real Thing 7"/CD (UK)    |
| "I Feel Free (Marcella Detroit)"                                          | Ain't Nothing like the Real Thing CD (UK)       |
| "I Feel Free (Marcella Detroit) (Full Cream Mix)"                         | Ain't Nothing like the Real Thing CD (UK)       |
| "I Feel Free (Marcella Detroit) (Cry Out Loud Mix)"                       | Ain't Nothing like the Real Thing CD (UK)       |

## Formazione
- Elton John - voce, pianoforte
- Chris Rea - voce, chitarra, steel guitar
- Ray Brown - basso
- Greg Wells - organo Hammond
- Nik Kershaw - voce, chitarra, tastiera
- Michael Rhodes - basso
- Mark Taylor - tastiera
- Marcella Detroit - voce, chitarra, armonica a bocca
- John Robinson - batteria
- Jamie Perkins - tastiera
- Billy Preston - organo Hammond B3
- David Clayton - tastiera
- Bonnie Raitt - voce, slide guitar
- Dean Parks - chitarra
- Scott Plunkett - tastiera
- Mike Knapp - basso
- Phil Naish - tastiera
- Corrado Rustici - mandolino
- Louis Biancaniello - tastiera
- Johnathan Moffett - batteria
- Nathan East - basso
- Martin Dicham - batteria, percussioni
- Danny Jacob - chitarra
- Eddie Bayers - batteria
- Phil Spalding - basso
- Greg Phillinganes - pianoforte
- Etienne Lytle - tastiera
- Martin Ditcham - batteria
- Neil Stubenhaus - basso
- Phil Naish - sintetizzatore
- John Guerin - basso
- Heral Kloser - tastiera
- Matthew Vaughan - programmazione
- Chris Cameron - tastiera
- Ed Greene - batteria
- Martin Bliss - chitarra
- Max Middleton - tastiera
- Greg Wells - organo Hammond
- Ed Greene - batteria
- Louis Conte - congas
- Guy Babylon - tastiera
- Danny Cummings - percussioni
- Paul Jackson Jr. - chitarra
- Max Middleton - tastiera
- Freddie Washington - basso
- Scott Plunkett - tastiera
- Jim Cox - organo Hammond, pianoforte
- Michael Thompson - chitarra
- Chuck Sabo - batteria
- Malcolm Foster - basso
- Thomas Shobel - sequencer
- Don Potter - chitarra acustica
- Dann Huff - chitarra elettrica
- Don Eustos - basso
- Martin Ditcham - percussioni
- Mark Goldenberg - chitarra
- James Hutchison - basso
- Paul Franklin - chitarra
- Freddie Washington - basso
- Ricky Fataar - batteria
- Alan Estes - percussioni
- Jerry Hey - tromba
- Lee Tromburg - tromba
- Greg Smith - tromba
- Lon Price - tromba
- Gary Grant - tromba
- Bill Reichenbach - trombone
- Joel Peskin - sax
- Bill Churchfield - sax
- Steve Grove - sax
- Plas Johnson - sax
- Brandon Fields - sax
- Stephen Kupka - sax
- Andy Hamilton - sax
- Dan Higgins - sassofono baritono
- Claytoven Richardson, Kathy Burdick, Jm Jilstrap, Jay Henry, Linda McCrary Campbell, Precious Wilson, Phil Perry, Johnny Britt, Kelly Bruce, Connie Florance, Kimberly Brewer, Stevie Wonder, Lynne Fidmont, Marietta Waters, Sandy Griffith, Yvonne Hodges, Portia Nelly-Roole, Candy MckEnzie, Beverly Skeete - cori